# 키스 자렛
키스 자렛(Keith Jarrett, 1945년 5월 8일~)은 미국의 피아니스트이자 작곡가이다.
아트 블래키, 찰스 로이드, 마일스 데이비스의 밴드에 참여하면서 활동을 시작했다. 1970년대 초반 이후 그룹 리더이자 솔로이스트로 클래식과 재즈 양 분야에서 주목받기 시작했다. 재즈 뿐 아니라 클래식, 가스펠, 블루스, 포크 등 여러 장르의 음악들이 결합된 즉흥 연주로도 유명하다.
2003년, 키스 재럿은 매년 2팀 공동수상의 관례가 있었던 폴라음악상의 최초 단독 수상자가 되었다.

## 1970년대 미국 콰르텟 활동
1971년에서 1976년까지, 재럿은 찰리 헤이든, 폴 모티앙과의 기존 트리오에 색소폰 연주자 듀이 레드먼을 참가시켜 콰르텟으로 활동했다. 소위 "아메리칸 콰르텟(American quartet)"이라 불렸던 이 연주단에는 여러 타악기 주자들과 기타리스트 샘 브라운이 참여하기도 했다.
5년간 활동하며 애틀랜틱 레코드, 컬럼비아 레코드, 임펄스! 레코드와 ECM 레코드에서 다음의 12개 음반을 남겼다.
- Birth, El Juicio, The Mourning of a Star (모두 1971), 같은 세션을 녹음한 것이며, 나중에 나온 것에는 레드먼이 빠졌다; 이 앨범들은 애틀랜틱 레코드에서 발매됐다.
- Expectations (1972), 재럿의 유일한 컬럼비아 레코드 음반
- Fort Yawuh (1973), 뉴욕의 빌리지 뱅가드에서의 라이브 음반; 임펄스! 레코드에서의 첫 번째 앨범
- Backhand (1974)
- Treasure Island (1974)
- Death and the Flower (1974)
- Shades (1975)
- Mysteries (1975)
- Eyes of the Heart (1976)
- The Survivor's Suite (1976)
- Byablue (1976)
- Bop-Be (1977)

## 1970년대 유럽 콰르텟 활동
1970년대 중반부터 후반까지 활동한 색소포니스트 얀 가르바레크, 베이시스트 팔레 다니엘손(Palle Danielsson), 드러머 존 크리스턴슨(Jon Christensen)으로 구성된 콰르텟으로, 녹음된 음반들은 ECM에서 발매됐다.
이 그룹의 음반은 다음과 같다:
- Belonging (1974)
- Personal Mountains (1979), 일본 도쿄 라이브
- My Song (1978)
- Nude Ants (1979), 빌리지 뱅가드에서의 라이브 음반.

## 피아노 솔로 활동
재럿의 ECM에서 첫 번째 음반은 스튜디오에서 녹음된 《Facing You》(1971)이다. 그는 활동하는 동안 간헐적으로 스튜디오에서 녹음된 피아노 솔로 음반을 내오고 있다.
스튜디오에서 녹음된 피아노 솔로 음반은 아래와 같다:
- Staircase (1976)
- The Moth and the Flame (1981)
- Book of Ways (1986)
- The Melody At Night, With You (1999)

1973년부터 재럿은 완전히 즉흥 연주로만 이루어진 콘서트를 시작한다.
이 즉흥연주로만 이루어진 콘서트 음반은 아래와 같다:
- Solo Concerts (Bremen/Lausanne) (1973), 세장의 LP 세트로 첫 발매됨.
- The Köln Concert (1975), 가장 많이 팔린 재즈 앨범 중 하나
- Sun Bear Concerts (1976), 5번의 일본 콘서트 녹음, 10장의 LP 세트로 첫 발매됨.
- Concerts (Bregenz/München) (1981), 3장의 LP 세트로 처음 발매됐으며, Bregenz 콘서트는 따로 한 장의 CD로 발매되기도 했다. 뮌헨 콘서트는 CD로 재발매되지 않았으며 일부가 ECM의 베스트 앨범 시리즈인 :rarum에 포함되어 있다.
- Paris Concert (1988)
- Vienna Concert (1991)
- La Scala (1995), 이탈리아 밀라노의 라 스칼라 오페라 하우스에서 녹음
- Paris / London: Testament (2008), 프랑스 파리 살 플레옐, 영국 런던 로열 페스티벌 홀에서 녹음
- Rio (2011), 브라질 리우데자네이루 시립극장에서 녹음

재럿은 다음 순간에 무엇을 연주할지 최소한의 영감만 가지고 연주했을 때가 최고의 연주였다고 말한다. 출처가 불분명한 소문에 의하면 한 공연에서 재럿이 공연이 시작되었음에도 몇 분 동안 피아노를 연주하지 못하고 있었다고 한다. 청중은 점점 불안해하기 시작했고, 이때 한 멤버가 재럿에게 "D 샵!"하고 외치자, 재럿이 "고마워!"라고 말하면서 즉흥 연주를 시작했다고 한다.
1990년대 후반 재럿은 만성 피로 증후군(CFS) 진단을 받고 긴 기간 동안 집에서 칩거한다. 이 기간 동안의 음반은 《The Melody at Night, With You》로, 그의 전매 특허와 같은 즉흥 연주는 최소한으로 자제된 상태에서 재즈 스탠다드 넘버가 연주된 음반이다. 또 이 음반은 그의 아내에게 크리스마스 선물로 주기 위해 집에서 소박하게 녹음한 것을 발매한 것이다.
2000년에 그는 다시 솔로와 스탠다드 트리오 투어에 복귀했다.
2005년 9월 뉴욕 카네기 홀에서 북미 지역에서는 10여 년 만에 첫 번째 솔로 콘서트를 열었으며, 이 때의 공연 실황은 1년 후에 더블 CD로 발매되었다(The Carnegie Hall Concert).
2008년 12월 로열 페스티벌 홀(Royal Festival Hall)에서 솔로 공연을 하였으며, 이는 17년 만의 런던 솔로 공연이었다.
2009년 1월에는 카네기 홀에서 다시 솔로 공연을 가졌다.

## 스탠다드 트리오 활동
1983년 재럿은 개리 피콕의 《Tales of Another》(1977)에서 함께 작업한 드러머 잭 디조넷에게 개리 피콕과 함께 재즈 스탠다드 음악 작업을 함께하자고 제안한다. 그 첫 결과물이 《Standards, Vol. 1》이다. 이에 이어서 같은 세션인 《Standards, Vol. 2》와 《Changes》가 녹음된다. 이 음반의 성공은 공연 투어로 이어지게 되어, 이들은 "스탠다드 트리오"라고 불린다.
스탠다드 트리오의 음반은 아래와 같다:
- Changes (1983년 1월; 스튜디오 음반)
- Standards, Vol. 1 (1983년 1월; 스튜디오 음반)
- Standards, Vol. 2 (1983년 1월; 스튜디오 음반)
- Standards Live (1985년 7월; 라이브 음반)
- Still Live (1986년 7월; 라이브 음반)
- Changeless (1987년 10월; 라이브 음반
- Standards in Norway (1989년 10월; 라이브 음반)
- Tribute (1989년 10월; 라이브 음반
- The Cure (1990년 4월; 라이브 음반)
- Bye Bye Blackbird (1991년 10월; 스튜디오 음반), 마일스 데이비스 헌정 음반
- At the Blue Note (1994년 6월; 라이브 음반), 뉴욕의 유명 나이트클럽에서의 3일간의 공연을 녹음; 6장의 디스크로 구성된 박스 세트
- Tokyo '96 (1996년 3월; 라이브 음반)
- Whisper Not — Live in Paris 1999 (1999년 7월; 라이브 음반)
- Inside Out (2000년 7월; 라이브 음반)
- Always Let Me Go (2001년 4월; 라이브 음반)
- The Out-of-Towners (2001년 7월; 라이브 음반)
- Up for It - Live in Juan-les-Pins, July 2002 (2002년 7월; 라이브 음반)
- My Foolish Heart - Live at Montreux (2001년 7월; 2001년 몽트뢰 재즈 축제의 라이브 음반 더블 앨범)
- Setting Standards: The New York Sessions(2008), 1983년 1월에 녹음한 Changes, Standards, Vol. 1, Standards, Vol. 2를 묶은 재발매반

일본에서의 트리오 공연 영상은 DVD로 발매되었으며 아래와 같다:
- Standards (1985년 2월; 라이브 음반)
- Standards II (1986년 10월; 라이브 음반)
- Live at Open Theater East (1993년 7월; 라이브 음반)
- Tokyo 1996 (1996년 3월; 라이브 음반), CD로 발매된 라이브 음반 Tokyo '96의 공연 영상물

## 클래식 음악 활동
1970년대 초반 이후 재즈 음악가로서 재럿의 성공은 이와 더불어 클래식 음악 작곡가와 피아노 연주자로서 경력을 유지할 수 있도록 해줬으며, 이 음반은 ECM 레코드를 통해 발매됐다.
- 아르보 패르트, Fratres on Tabula Rasa with Gidon Kremer (1984)
- 요한 제바스티안 바흐, 평균율 클라비어, 1권 (1987)
- 요한 제바스티안 바흐, 골드베르크 변주곡 (1989)
- 요한 제바스티안 바흐, 평균율 클라비어, 2권 (1990)
- 게오르크 프리드리히 헨델, 레코더와 하프시코드를 위한 6개의 소나타 (1990)
- 드미트리 쇼스타코비치, 24개의 전주곡과 푸가 (1991)
- 요한 제바스티안 바흐, 비올라 다 감바와 쳄발로를 위한 3개의 소나타 (1991)
- 요한 제바스티안 바흐, 프랑스 조곡 (1991)
- 게오르크 프리드리히 헨델, Suites for Keyboard (1995)
- 볼프강 아마데우스 모차르트, Piano Concertos, Masonic Funeral Music and Symphony in G Minor (1994)
- 볼프강 아마데우스 모차르트, Piano Concertos and Adagio and Fugue (1996)

## 기행
재럿의 트레이드마크 중 하나는 '연주 중 허밍'이다. 이처럼 허밍을 하는 연주자로는 글렌 굴드, 셀로니어스 멍크, 에롤 가너 그리고 오스카 피터슨이 있다. 또 연주 중에 피아노 의자 위에서 장난을 치거나 몸을 비트는 등, 거의 춤을 추기도 한다. 이러한 습관은 솔로 공연과 같은 즉흥 연주를 할 때만 나타나며, 클래식 레파토리를 연주할 때는 나타나지 않는다.
재럿은 특히 공연을 할 때 기침 소리나 의도하지 않은 소리와 같은 관객들이 내는 소음, 그리고 사진 촬영에 민감하다.

## 사생활
쟈렛은 뉴저지주 옥스포드 타운쉽(Oxford Township)에 있는 18세기 양식의 농가에 살고 있다. 그는 헛간을 개조한 녹음 스튜디오와 개인적인 설비를 소유하고 있다.
마고 어니(Margot Erney)와 첫번째로 결혼했으나, 이혼했다. 두 번째 배우자는 로즈 앤(Rose Anne)으로 30년 동안 결혼 생활을 했으며, 2010년에 이혼했다.
쟈렛은 4명의 형제 중 맏이인데, 형제 중 크리스 쟈렛 역시 피아니스트이며, 스코트 쟈렛은 프로듀서이자 작곡가이다. 재럿이 첫 번째 결혼에서 얻은 두 아들 중 한 명인 노아 재럿은 베이시스트이자 작곡가이기도 하다.